# Atmosfera wzorcowa

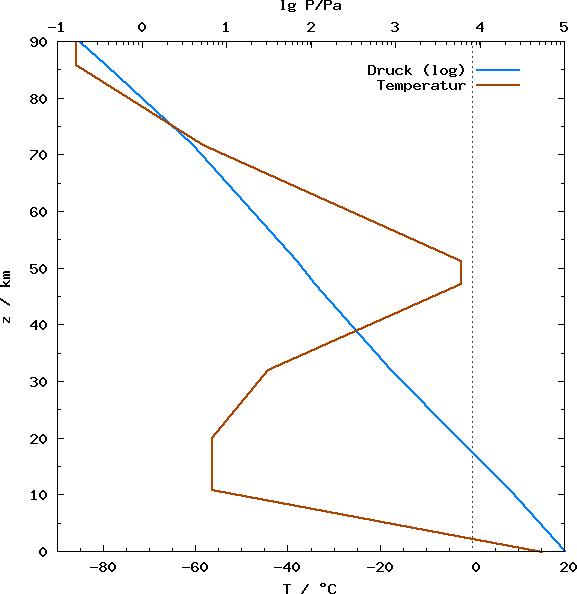
Ciśnienie i temperatura w atmosferze wzorcowej ISA 1976

Atmosfera wzorcowa, atmosfera standardowa (ang. International Standard Atmosphere, ISA) – pionowy, umowny rozkład ciśnienia, temperatury, gęstości i lepkości kinematycznej powietrza oraz prędkości dźwięku przyjęty za wzorzec międzynarodowy do porównywania wyników badań statków powietrznych i zespołów napędowych przeprowadzanych w różnych warunkach. Parametry atmosfery wzorcowej są obliczane przy założeniu, że atmosfera jest układem statycznym, powietrze jest gazem suchym, a jego skład chemiczny nie zależy od wysokości. Ponadto przyjmuje się stałe wartości graniczne dla wysokości równej poziomowi morza:
- temperatura: {\displaystyle T_{0}} = 288,15 K (15 °C)
- ciśnienie: {\displaystyle p_{0}} = 1013,25 hPa
- gęstość: {\displaystyle \rho _{0}} = 1,2255 kg/m³
- lepkość kinematyczna: {\displaystyle \nu _{0}} = 1,461·10−5 m²/s
- prędkość dźwięku: {\displaystyle a_{0}} = 340,3 m/s
- pionowy gradient temperatury do 11 km wynoszący –6,5 K/km (°C/km), od 11–20 km temperatura jest stała (–56,5 °C), a od 20 do 32 km dodatni gradient wynoszący 1 K/km (°C/km).

Do obliczania parametrów atmosfery wzorcowej do 11 000 m przyjmuje się wzory:
- temperatura: {\displaystyle T=T_{0}-6{,}5{\frac {\text{K}}{\text{km}}}}
- ciśnienie: {\displaystyle p=p_{0}\cdot \left(1-{\frac {H}{44\ 300}}\right)^{5{,}256}}
- gęstość: {\displaystyle \rho =\rho _{0}\cdot \left(1-{\frac {H}{44\ 300}}\right)^{4{,}256}}
- prędkość dźwięku: {\displaystyle a=a_{0}\cdot {\sqrt {\frac {T}{288}}}.}

Wiele przyrządów jest skalowanych przy założeniu atmosfery wzorcowej, np. wysokościomierze barometryczne wskazujące wysokość na podstawie ciśnienia statycznego.

## Warstwy atmosfery wzorcowej
Model ISA dzieli atmosferę na warstwy według liniowych zmian temperatury z wysokością (stałego gradientu temperatury). Inne wartości są obliczane z podstawowych stałych fizycznych i relacji między nimi. Standard składa się z tabeli wartości w podstawie warstwy, gradientu temperatury w warstwie.
| Warstwa | Nazwa sfery | Geopotencjalna wysokość podstawy {\displaystyle h} (w m) | Wysokość podstawy geometryczna {\displaystyle z} (w m) | Gradient temperatury (w °C/km) | Temperatura podstawy {\displaystyle T} (w °C) | Ciśnienie w podstawie {\displaystyle p} (w Pa) |
| ------- | ----------- | -------------------------------------------------------- | ------------------------------------------------------ | ------------------------------ | --------------------------------------------- | ---------------------------------------------- |
| 0       | troposfera  | 0,0                                                      | 0,0                                                    | −6,5                           | 15,0                                          | 101 325                                        |
| 1       | tropopauza  | 11 000                                                   | 11 019                                                 | +0,0                           | −56,5                                         | 22 632                                         |
| 2       | stratosfera | 20 000                                                   | 20 063                                                 | +1,0                           | −56,5                                         | 5474,9                                         |
| 3       | stratosfera | 32 000                                                   | 32 162                                                 | +2,8                           | −44,5                                         | 868,02                                         |
| 4       | stratopauza | 47 000                                                   | 47 350                                                 | +0,0                           | −2,5                                          | 110,91                                         |
| 5       | mezosfera   | 51 000                                                   | 51 413                                                 | −2,8                           | −2,5                                          | 66,939                                         |
| 6       | mezosfera   | 71 000                                                   | 71 802                                                 | −2,0                           | −58,5                                         | 3,9564                                         |
| 7       | mezopauza   | 84 852                                                   | 86 000                                                 | –                              | −86,2                                         | 0,3734                                         |